# メカ沢くん
『メカ沢くん』（メカざわくん）は、コミックボンボンに連載されたギャグ漫画作品。原作・野中英次、作画・ダイナミック太郎。
漫画『魁!!クロマティ高校』の登場人物である「メカ沢新一」を主人公にしたスピンオフ作品。舞台を小学校に移しており、メカ沢の学年についても、それに相当するものとなっている。ギャグの傾向としてはシュールさが強い。勿論、メカ沢の特徴から来るギャグも存在する。